# René Ouvrard
René Ouvrard (Chinon, 1624 – Tours, 1694) è stato un compositore, musicista e presbitero francese.

## Biografia
Nessuna notizia ci è pervenuta sulla sua giovinezza e sui suoi studi musicali, se non che entrò assai giovane nell'ambito ecclesiastico cattolico, divenendo chierico.
Nel 1655 andò a Roma, dove studiò con grande interesse la musica italiana, della quale pare prediligesse Giacomo Carissimi e i suoi oratori. Rientrato in Francia si fece inviare una copia del Catalogo Vaticano delle opere musicali, grazie all'amicizia di un cardinale romano.
Fu quindi Maestro di cappella a Tours, poi nella cattedrale di Bordeaux e infine, nel 1660, in quella di Narbona. Circa tre anni dopo fu nominato Maestro di musica dei Principi nella Sainte-Chapelle al posto di F. Géhénault, sino al 1679, quando fu sostituito da F. Chaperon. Dopo queste esperienze si ritirò nella chiesa di Saint Gatien di Tours, di cui era Canonico. Fu ordinato sacerdote nel 1682..

## Le opere
Purtroppo nessuna delle sue composizioni è giunta fino a noi (Histoire sacre, mottetti, etc). Testimonianze di contemporanei lo descrivono molto abile, sia nelle esecuzioni all'organo, sia nella composizione, ma soprattutto particolarmente colto in storia e teoria musicale. Ci restano le sue opere teoriche sulla revisione del breviario di Tours e su temi teologici, e inoltre:
- Secret pour composer en musique par un art nouveau, ......, 1638-1660.
- L'Art et la Science des nombres en latin et en français, ......, 1677.
- Défense de l'ancienne tradition des Églises de France ....., 1678.
- Architecture harmonique, ......, 1679.

Ma la sua opera più importante (e cioè "La Musique rétablie depuis son origine" ovvero "Histoire de la Musique chez les Hébreux, les Grecs et les Romains", in 2 volumi) non fu mai pubblicata, nonostante gli fosse stato concesso il privilegio nel 1677. Il manoscritto si trova nella Biblioteca municipale di Tours.
Nella Biblioteca nazionale di Francia, a Parigi, è conservata la sua corrispondenza con l'abate Nicaise di Digione.